# Gammelänge kraftverk
Gammelänge kraftverk är ett vattenkraftverk i Indalsälven. Verket byggdes av Krångede AB, öppnade 1944 och ligger omedelbart nerströms Krångede kraftverk.